# 上纽约湾

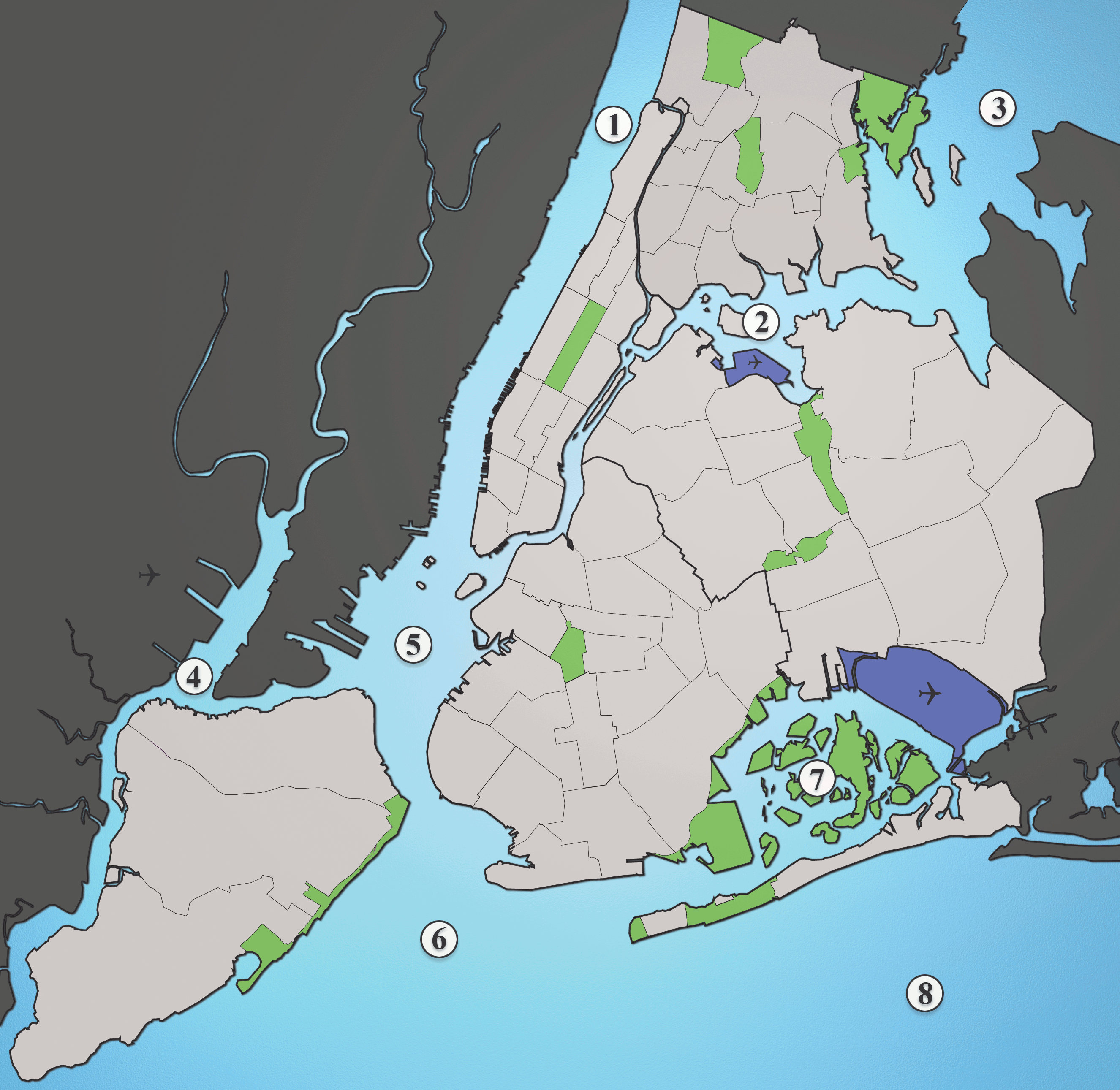
纽约港水域图。①哈德逊河；②东河；③长岛海峡；④纽华克湾；⑤上纽约湾；⑥下纽约湾；⑦牙买加湾；⑧大西洋

上纽约湾（英語：Upper New York Bay），亦称上纽约港或上湾（Upper Bay），是美国纽约港的核心水域，位于紐約灣海峽以北，由着曼哈顿、布鲁克林、史坦登岛及新泽西大陆環繞。

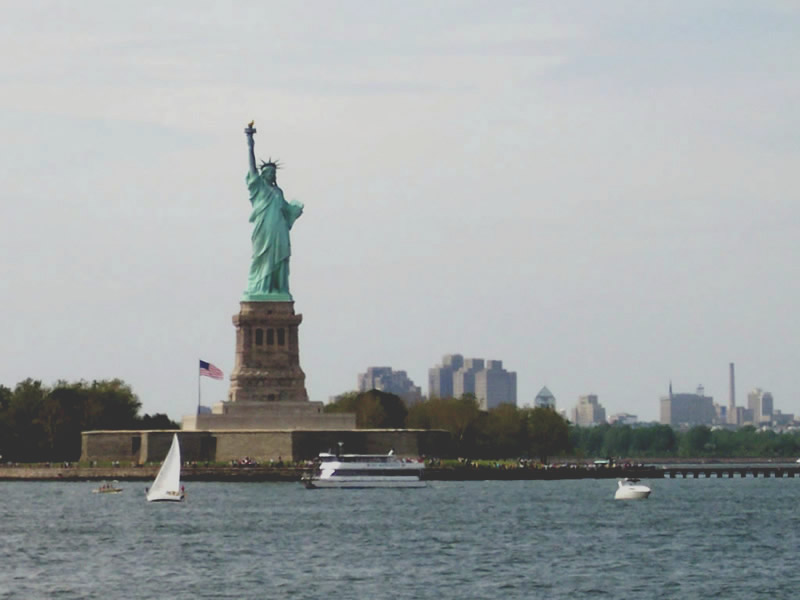
从史坦登岛渡轮看自由女神像。

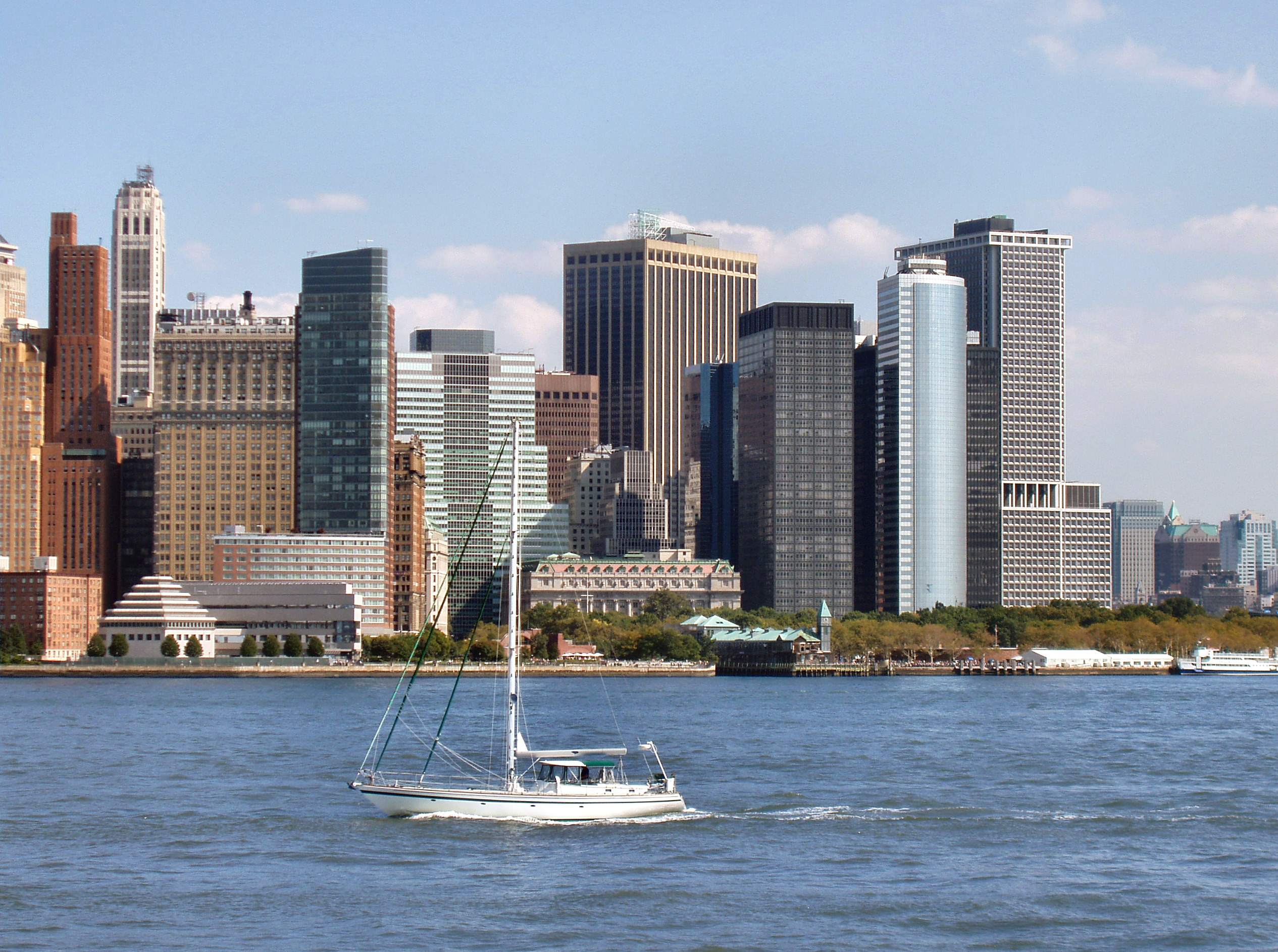
从新泽西沿岸自由公园拍摄纽约港及曼哈顿。

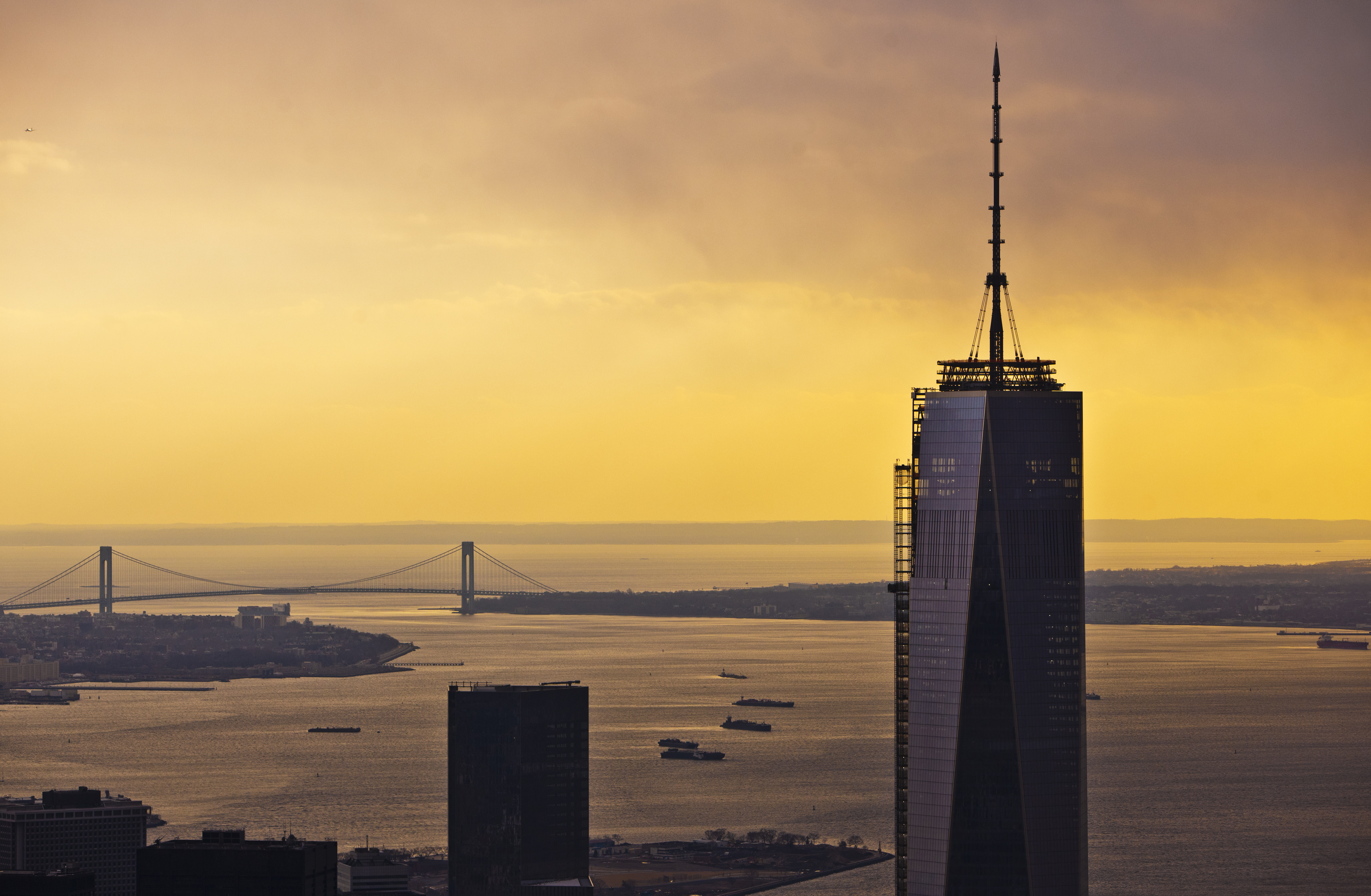
日落時分的上紐約灣。近處高樓為世貿一號樓，遠處橋梁則為韋拉札諾海峽大橋。

哈德逊河（历史上称曼哈顿以下河段为北河）及高恩纳斯运河注入上纽约湾。该湾由纽约湾海峡与下纽约湾相连，由凡库尔水道与纽华克湾相连，并通过东河连接至实为潮汐海峡的长岛海峡。
该湾为哈德逊河流入纽约湾海峡的主要水道。经过港湾的哈德逊河航道被称为安克雷奇航道，它在港湾中点的深度约为50英尺（15）。
湾内有众多岛屿，包括位于东河河口附近的总督岛、埃利斯岛、自由岛及支撑在港湾内新泽西一侧的巨大水下暗礁上的罗宾斯礁。罗宾斯礁曾是世界最大的牡蛎养殖场之一，它一直为纽约市民提供日常美食，直至19世纪末由于污染被迫关闭。
上纽约湾曾在纽约市的贸易中扮演极重要角色。从进入上湾的客船上能看见自由女神像的第一瞥，这一幕成为19世纪末及20世纪初描绘移民感受的标志性画面。
从1950年代以来，集装箱船运输成为由凡库尔水道至纽华克港-伊丽莎白航运码头（这里采用的自动卸货工艺巩固了该运输方式的地位）间的主要运输方式。因此，上纽约湾的海岸线工业经历衰退，并促使各种复兴计划出台。最近几年，此处成为帆船及皮艇娱乐胜地。
可乘坐史坦登岛渡轮渡过港湾，该渡轮往返于曼哈顿最南端巴特里公园（南渡口）附近的白厅大街与史坦登岛里士满县区政厅和里士满县最高法院附近里士满阶地上的圣乔治渡轮码头之间。
有一种普遍的错误观点认为上湾缺乏海洋生物。但事实是，它存在多种海洋生物物种，常见的有条纹鲈及鲱鱼等，亦有濒临灭绝的短吻鲟。